# Canyelles (barrio)
Canyelles (en español Cañellas) es un barrio del distrito de Nou Barris de la ciudad de Barcelona. Fue construido en el año 1974, siendo el último polígono de viviendas que se levantó en la etapa predemocrática. Durante bastante tiempo sufrió una carencia importante de infraestructuras y servicios.
Algunas de las mejoras de transporte serían la apertura de las rondas en el año 1991 y la llegada de la línea 3 del Metro de Barcelona al barrio con dos paradas y que en 2009 se prolongó hasta el barrio de Trinitat Nova.
En el barrio se puede encontrar el parque de Josep Maria Serra Martí y la Fuente Mágica. 
La Fiesta Mayor del barrio de Canyelles se celebra la primera semana de octubre. El barrio cuenta con un buen tejido asociativo, que trabaja en ámbitos diversos durante todo el año y que durante la primera semana de octubre organiza de manera conjunta la fiesta mayor. El programa está constituido por conferencias, cine, torneos deportivos, conciertos, bailes,  comidas populares y talleres y espectáculos para los más pequeños.
A 1 de enero de 1982 tenía una población de 11.140 habitantes, lo que indica que ha perdido más de 5.000 habitantes desde 1982. De los cuales, la mayoría se ha ido a vivir al barrio vecino, Les Roquetes.
El barrio cuenta con un centro deportivo, el campo de fútbol de Archivado el 30 de junio de 2018 en Wayback Machine. Canyelles Archivado el 30 de junio de 2018 en Wayback Machine., con diferentes equipos base.